# Wyrów (województwo wielkopolskie)
Wyrów – wieś w Polsce położona w województwie wielkopolskim, w powiecie kaliskim, w gminie Stawiszyn.
Wieś królewska Wyrowo należała do starostwa stawiszyńskiego, pod koniec XVI wieku leżała w powiecie kaliskim województwa kaliskiego. W latach 1975–1998 miejscowość należała administracyjnie do województwa kaliskiego.